# Östra Bäcktjärnen
Östra Bäcktjärnen är en sjö i Bräcke kommun i Jämtland och ingår i Indalsälvens huvudavrinningsområde.